# Idit Cebula
Pour les articles homonymes, voir Cebula.
Idit Cebula est une actrice et réalisatrice scénariste française.

## Biographie
Idit Cebula est née dans une famille de Juifs polonais ayant fui Varsovie en 1939 et arrivée en France dans les années 1950 ; ses parents travaillaient chez eux dans leur atelier de confection.
Elle étudie le théâtre au cours Florent.

## Filmographie

### Actrice

#### Cinéma
- 1988 : Camille Claudel de Bruno Nuytten :
- 1993 : La Passion Van Gogh de Samy Pavel : Elisabeth
- 1993 : Trois couleurs : Bleu de Krzysztof Kieslowski :
- 1999 : Mes amis de Michel Hazanavicius : Frédérique
- 1999 : Ma petite entreprise de Pierre Jolivet :
- 1999 : Trafic d'influence de Dominique Farrugia : l'infirmière à la maternité
- 2000 : Scènes de crimes de Frédéric Schoendoerffer : le substitut
- 2003 : Nathalie... d'Anne Fontaine : Ghislaine
- 2004 : Les Rivières pourpres 2 : les Anges de l'Apocalypse d'Olivier Dahan : la mère de Kevin
- 2004 : La confiance règne d'Étienne Chatiliez : Madame Finkel, une invitée de la Bar-Mitzva
- 2004 : Tout le plaisir est pour moi d'Isabelle Broué : Judith
- 2004 : Le Rôle de sa vie de François Favrat : Aline
- 2004 : Le Grand Rôle de Steve Suissa : directrice de casting
- 2005 : La Maison de Nina de Richard Dembo : la mère de Sylvie et Georges
- 2005 : Je préfère qu'on reste amis d'Éric Toledano et Olivier Nakache : la deuxième femme du premier speed-dating
- 2006 : Nos jours heureux d'Éric Toledano et Olivier Nakache : Madame Marciano
- 2006 : Comme t'y es belle ! de Lisa Azuelos : Maggie
- 2007 : Deux vies plus une d'Idit Cebula : Jeanne Sfez
- 2013 : Rue Mandar d'Idit Cebula : la notaire
- 2015 : L'Échappée belle d'Émilie Cherpitel : la psychiatre
- 2016 : Tout, tout de suite de Richard Berry : Judith Halimi
- 2017 : Si j'étais un homme d'Audrey Dana : Solange

#### Courts métrages
- 1988 : La Veillée de Samy Pavel :
- 1994 : Exercice de styles de François Meunier :
- 1994 : Les Scorpions de Pierre Vinour : Marie
- 1995 : I like She de Guillaume Moscovitz :
- 1996 : Une belle nuit de fête de Lionel Epp : L'accouchée
- 1999 : La Tentation de l'innocence de Fabienne Godet
- 1999 : Joyeux Noël de Gilles Bannier
- 2002 : Ces jours heureux d'Éric Toledano et Olivier Nakache : Madame Jamain
- 2003 : A force, à force... y'en a marre de Yasmina Yahiaoui :
- 2004 : Passage(s) de Colas Rifkiss et Mathias Rifkiss : La mère
- 2011 : Sheket! d'Andrea Cohen : Voix de la mère

#### Télévision
- 1991 : Léon Morin, prêtre (téléfilm) de Pierre Boutron : Madame Sillman
- 1995 : Le Parasite de Patrick Dewolf : la douanière
- 1996 : Le Poids d'un secret de Denis Malleval : la psychologue
- 1997 : Le bonheur est un mensonge de Patrick Dewolf : Yolande Fontaine
- 1998 : Une femme à suivre de Patrick Dewolf : la cliente

### Réalisatrice, scénariste

#### Courts métrages
- 1998 : A table ! avec Vladek Skornik, Nathalie Levy-Lang, Michel Jonasz, Valérie Benguigui, Solange Najman, Emmanuelle Devos, Lionel Abelanski, Michel Feldman
- 2002 : Varsovie-Paris avec Emmanuelle Devos, Laurence Février, Michel Feldman, Lionel Abelanski, Michel Jonasz, Solange Najman, Esther Gorintin, Yvon Back, Gilles Lellouche

#### Longs métrages
- 2007 : Deux vies plus une avec Emmanuelle Devos, Gérard Darmon, Jocelyn Quivrin, Michel Jonasz, Solange Najman, Michel Feldman, Jackie Berroyer, Catherine Hosmalin, Yvon Back, Valérie Benguigui
- 2013 : Rue Mandar avec Emmanuelle Devos, Sandrine Kiberlain, Richard Berry, Emmanuelle Bercot, Lionel Abelanski, Michel Jonasz, Micheline Presle, Mehdi Nebbou, Jackie Berroyer

## Distinction
- Festival international des jeunes réalisateurs de Saint-Jean-de-Luz 2006 : Chistera du meilleur film pour Deux vies plus une